# Jasenianská dolina

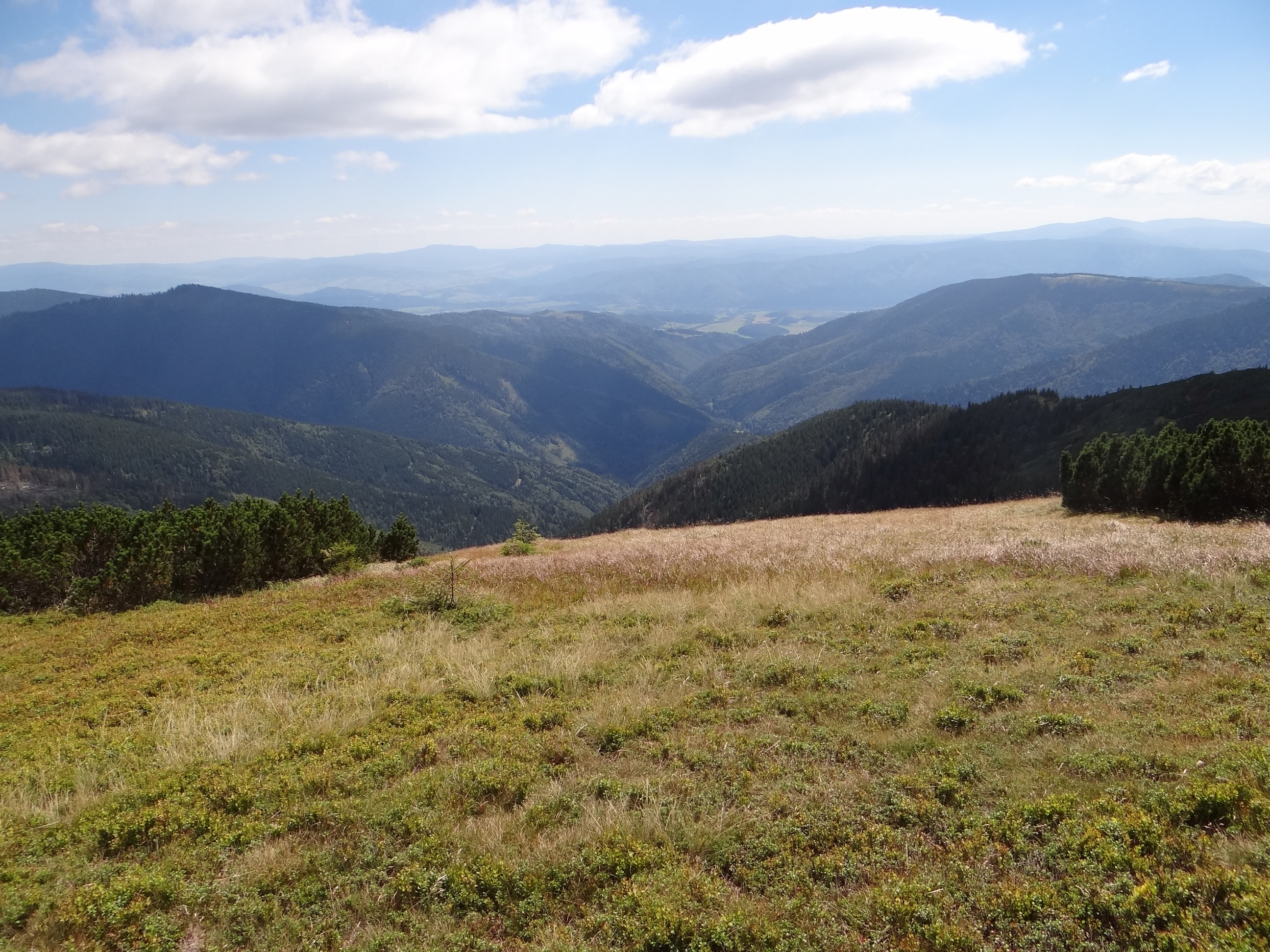
Górna część doliny

Jasenianská dolina – dolina walna w Niżnych Tatrach na Słowacji. Znajduje się w zachodniej (tzw. dziumbierskiej) części Niżnych Tatr, na południowej stronie ich głównego grzbietu, w całości w granicach powiatu Brezno. Ma wylot w miejscowości Jasenie.

## Topografia
Górą podchodzi pod główną grań Niżnych Tatr na odcinku od szczytu Košarisko (1695 m) na zachodzie po szczyt Ďurková (1750 m) na wschodzie. Zachodnie ograniczenie doliny tworzy południowo-wschodni grzbiet Košariska, opadający poprzez szczyty Ondrejská hoľa (1591 m), Chabenec (1516 m), Mlynárová (1312 m) i Bukový diel (814 m). Ograniczenie wschodnie tworzy południowy grzbiet Ďurkovej. W grzbiecie tym, w kolejności od góry na dół znajdują się: Struhárske sedlo (1355 m), masywny Struhár (1471 m) i Obrštín (1008 m). Obydwa grzbiety opadają do Doliny Górnego Hronu. Dnem doliny spływa Jasenianský potok.
Dolina posiada dwa duże odgałęzienia, obydwa w obrębie Niżnych Tatr: Lomnistá dolina i Suchá dolina. Ponadto w jej zbocza wcina się kilka mniejszych dolinek, którymi spływają dopływy Jaseniańskiego potoku.

## Opis doliny
Wyróżnia się w niej typowe dla gór piętra: regiel, piętro kosodrzewiny i piętro halne. Większą część doliny porasta las, ponad nim kosodrzewina, a najwyższe partie doliny (w grani głównej) są trawiaste.
Najwyższa część doliny znajduje się w obrębie Parku Narodowego Niżne Tatry. Wydzielono w nim dodatkowy obszar ochrony ścisłej – rezerwat Pod Latiborskou hoľou.
W górnej części Jaseniańskiej Doliny, u wylotu bocznej doliny, którą spływa Prostredný potok (lewobrzeżny dopływ Jaseniańskiego Potoku), znajduje się źródło wody mineralnej, znane od dawna jako Jasenianská Kysla. Źródło leży na wysokości 685 m n.p.m. Jego woda jest nisko zmineralizowana (łączna zwartość składników rozpuszczonych 305 mg/l), dość twarda, wodorowęglanowa, o dużej zawartości żelaza (13,1 mg jonów żelazowych w 1 litrze). Wydajność źródła niewielka, poniżej 2 l/min. Źródło jest obudowane drewnianą altanką.
W obrębie Niżnych Tatr dolina jest niezamieszkana, jedynie u jej wylotu znajduje się leśniczówka Predsuchá. W rejonie rozdroża Jasenianská Kysla znajduje się kilkanaście różnych zabudowań, w tym dwie leśniczówki. Część z nich wykorzystywana jest jako sezonowe domki letniskowe. Nieco powyżej tego rozdroża, na niewielkiej polance, znajduje się szałas.
W najwyższej części doliny, gdzie usytuowany jest koniec drogi jezdnej, u wylotu doliny potoku Husárka na wysokości 846 m n.p.m. znajduje się kolejne źródło mineralne, zwane Horná Kyslá, a obok niego domek myśliwski.

## Turystyka
Dnem doliny oraz jej bocznymi odnogami (Doliną Suchą i Łomnistą) prowadzą znakowane szlaki turystyczne:
  pieszy: Jasenie (leśniczówka Predsuchá) – Jasenianská Kysla – Bauková – Struhárske sedlo – schron Ďurková – Malý Chabenec. Czas przejścia: 5:30 h, ↓ 3:45 h
  pieszy: Jasenianská Kysla – Bauková – Sedlo Zámostskej hole. Czas przejścia: 2:50 h, ↓ 2:05 h
 rowerowy: Jasenie – rozdroże Pod Obrštinom – Lomnistá dolina – Asmolovova chata – Struhárske sedlo – Jasenianská dolina – leśniczówka Predsuchá – Suchá dolina – Panské sedlo – sedlo Kopcová – Ráztocké lazy – Ráztoka – Nemecká